# Saut à la perche masculin aux Jeux olympiques d'été de 1952
Navigation
Londres 1948 Melbourne 1956
L'épreuve du saut à la perche masculin aux Jeux olympiques de 1952 s'est déroulée les 21 et 22 juillet 1952 au Stade olympique d'Helsinki, en Finlande.  Elle est remportée par l'Américain Bob Richards.

## Résultats

### Finale
| Rang               | Athlète            | Pays             | 3.60 | 3.80 | 3.95 | 4.10 | 4.20 | 4.30 | 4.40 | 4.50 | 4.55 | 4.60 | Marque | Notes |
| ------------------ | ------------------ | ---------------- | ---- | ---- | ---- | ---- | ---- | ---- | ---- | ---- | ---- | ---- | ------ | ----- |
| Médaille d'or      | Bob Richards       | États-Unis       | –    | –    | o    | o    | o    | o    | o    | xo   | xxo  | xxx  | 4.55   | OR    |
| Médaille d'argent  | Donald Laz         | États-Unis       | –    | –    | o    | o    | o    | o    | o    | xo   | xxx  |      | 4.50   |       |
| Médaille de bronze | Ragnar Lundberg    | Suède            | –    | –    | o    | –    | o    | xo   | o    | xxx  |      |      | 4.40   |       |
| 4                  | Petro Denysenko    | Union soviétique | –    | –    | o    | o    | xo   | o    | o    | xxx  |      |      | 4.40   |       |
| 5                  | Valto Olenius      | Finlande         | –    | –    | –    | o    | xo   | xo   | xxx  |      |      |      | 4.30   |       |
| 6                  | Bunkichi Sawada    | Japon            | –    | o    | xxo  | o    | o    | xxx  |      |      |      |      | 4.20   |       |
| 7                  | Volodymyr Brazhnyk | Union soviétique | –    | o    | o    | o    | xo   | xxx  |      |      |      |      | 4.20   |       |
| 8                  | Viktor Knyazev     | Union soviétique | –    | o    | o    | xo   | xo   | xxx  |      |      |      |      | 4.20   |       |
| 9                  | George Mattos      | États-Unis       | –    | –    | o    | xo   | xxo  | xxx  |      |      |      |      | 4.20   |       |
| 10                 | Erkki Kataja       | Finlande         | –    | –    | o    | o    | xxx  |      |      |      |      |      | 4.10   |       |
| 11                 | Tamás Homonnay     | Hongrie          | –    | o    | o    | o    | xxx  |      |      |      |      |      | 4.10   |       |
| 11                 | Lennart Lind       | Suède            | –    | o    | O    | o    | xxx  |      |      |      |      |      | 4.10   |       |
| 13                 | Milan Milakov      | Yougoslavie      | –    | o    | xo   | xo   | xxx  |      |      |      |      |      | 4.10   |       |
| 14                 | Rígas Efstathiádis | Grèce            | –    | o    | o    | xxx  |      |      |      |      |      |      | 3.95   |       |
| 14                 | Torfi Bryngeirsson | Islande          | –    | o    | o    | xxx  |      |      |      |      |      |      | 3.95   |       |
| 16                 | Erling Kaas        | Norvège          | –    | o    | xxx  |      |      |      |      |      |      |      | 3.80   |       |
| 17                 | Theodosios Balafas | Grèce            | o    | o    | xxx  |      |      |      |      |      |      |      | 3.80   |       |
| 18                 | Jukka Piironen     | Finlande         | –    | xo   | xx   |      |      |      |      |      |      |      | 3.80   |       |
| 18                 | Zeno Dragomir      | Roumanie         | –    | xo   | xx   |      |      |      |      |      |      |      | 3.80   |       |